# Нојнкирхен-Зелшајд
Нојнкирхен-Зелшајд (њем. Neunkirchen-Seelscheid) општина је у њемачкој савезној држави Северна Рајна-Вестфалија. Једно је од 19 општинских средишта округа Рајн-Зиг. Према процјени из 2010. у општини је живјело 20.769 становника. Посједује регионалну шифру (AGS) 5382040.

## Географски и демографски подаци
Нојнкирхен-Зелшајд се налази у савезној држави Северна Рајна-Вестфалија у округу Рајн-Зиг. Општина се налази на надморској висини од 220 метара. Површина општине износи 50,6 km². У самом мјесту је, према процјени из 2010. године, живјело 20.769 становника. Просјечна густина становништва износи 410 становника/km².

## Међународна сарадња
| Мјесто   | Држава               | Врста сарадње | Од    |
| -------- | -------------------- | ------------- | ----- |
| Черњихов | Пољска               | партнерство   | 2001. |
| Бистер   | Уједињено Краљевство | партнерство   | 1982. |
|          | Француска            | партнерство   | 1992. |
| Извор    |                      |               |       |